# Polizei-Sportverein Duisburg
Der Polizei-Sportverein Duisburg 1920 e. V. (Abkürzung PSV) ist ein Sportverein in der nordrhein-westfälischen Stadt Duisburg. Der PSV wurde im Juli 1920 auf Initiative von Polizeibeamten gegründet, öffnete sich später aber auch anderen Gruppen. Heute betreibt der Verein mehrere Abteilungen im Breiten- und Spitzensport, darunter die erfolgreiche Schachabteilung PSV Turm Duisburg. 

## Geschichte
Im Juli 1920 gründeten mehrere Polizeibeamte eine Fußballmannschaft in Duisburg. Vorausgegangen waren erste Zusammenschlüsse von Polizisten in nicht organisierten Gruppen, die ab 1919 im Reichsgebiet entstanden. Die offizielle Gründung hing eng mit der Idee zusammen, dass sich die Polizisten mit den anderen Vereinen im Duisburger Stadtgebiet messen wollten. 1921 wurde erstmals eine Satzung und eine Spielordnung erlassen. Der PSV Duisburg schloss sich dem Westdeutschen Spiel-Verband sowie dem Stadtsportausschuss an.
Im gleichen Jahr wurde auch in der Nachbarstadt Hamborn unter dem Namen „Sportverein der Schutzpolizei“ ein Polizeisportverein gegründet. Noch im gleichen Jahr veranstaltet der Polizeisportverein Hamborn ein Polizeisportfest. Diese Feste trugen insbesondere in der Nachkriegszeit zur großen Bekanntheit des PSV Duisburg bei. 1924 gründete sich in Duisburg erstmals eine Handballabteilung. 
Am 9. Juli 1927 fusionierten die beiden Vereine in Duisburg und Hamborn im Zuge der Verstaatlichung der kommunalen Polizei. 1928 wurde eine Schießsportabteilung gegründet, die bald zur größten Abteilung des Vereins aufsteigen sollte. In den kommenden Jahren wurden weitere Abteilungen gegründet, darunter eine Faustballabteilung und eine Leichtathletikabteilung und eine Schwimmabteilung. 
Im Zuge der nationalsozialistischen Gleichschaltung wurde der Polizeisportverein aufgelöst. Erst 1946 konnte die Wiederbelebung des Vereinslebens erfolgen. Erstmals öffnete sich der Verein nun auch der Zivilbevölkerung, sodass bereits 1952 über 900 Mitglieder registriert wurden. Am 22. Januar 1958 erfolgte unter dem Namen „Polizeisportverein Duisburg 1920 e. V.“ die Eintragung ins Vereinsregister. 1962 erhielt der Verein einen eigenen Sportplatz an der Ruhrau. 1995 gehörte der PSV Duisburg zu den größten Sportvereinen des Landes Nordrhein-Westfalen.

## Abteilungen (Auswahl)
Der PSV Duisburg umfasst heute (Stand: 2025) eine Vielzahl verschiedener Abteilungen. Angeboten wird Boxen, Budo, Combat Systema, Freizeitsport, Fußball, Historisches Fechten, Hundessport mit einem Schwerpunkt auf Rottweilern und Schäferhunden, Judo, Schach, Schießsport, Schwimmen, Wasserball, Tennis, Ultimate Frisbee, Volleyball und Wandern. Besondere, auch internationale Bedeutung, entwickelten vor allem die Abteilungen Boxen und Schach.

### Boxen
Boxen und weitere Kampfsportarten gehörten bereits früh zum PSV. Bereits 1926 wurde das Vereinsmitglied Heinrich Schultz Duisburger Stadtmeister im Schwergewichtsboxen. Zur eigenen Abteilung stieg der Sport allerdings erst im Jahr 1930 auf. In den 1950er Jahren brachte der PSV mit Feldkamp einen Landesmeister im Schwergewicht hervor. Erst in den 1980er Jahren kann der Verein wieder an die Erfolge der Frühzeit anknüpfen: Sedat Önügören wird 1986 Westdeutscher Jugendmeister im Schwergewicht. 1987 verteidigte er seinen Titel. 
Immer wieder richtete der PSV in seiner Vereinsgeschichte auch eigene Boxveranstaltungen aus. Im Jahr 1990 wurde der PSV erfolgreichster Verein bei den Westdeutschen Meisterschaften. Zafer Ayna wurde Meister im Halbfliegengewicht, sein Bruder Enver Ayna im Leichtgewicht, Lutz Brors im Federgewicht. 1991 richtete der PSV den Boxländerkampf der Junioren Deutschland gegen Rumänien aus. Ein Jahr später gelang Lutz Brors während der Weltmeisterschaft im kanadischen Montréal der Erwerb des Weltmeistertitels im Federgewicht. 1995 wurde er bei den Deutschen Meisterschaften Dritter.

### Schach: PSV Turm Duisburg
Die Schachabteilung des PSV Duisburg geht auf den Verein „Springer Neudorf“ zurück, der sich 1966 dem Polizeisportverein anschloss. In der Folge nannte sich die Abteilung zumeist PSV Turm Duisburg. Bereits 1969 gelang es der Abteilung die Deutsche Jugendmeisterschaft in der Mercatorhalle auszurichten. Im Jahr 1978 trat die Weltmeisterin im Damenschach, Nona Gaprindaschwili, in Duisburg auf und spielte simultan an 34 Brettern. 
Als große Zeit der Duisburger Abteilung gelten die 1980er und 1990er Jahre. So holten die Sportler im Jahr 1981 den 4. Platz bei den Deutschen Jugend-Meisterschaften. 1983 werden die Vereinsmitglieder Joachim Schmitz und Elfi Janus Vizemeister bei der NRW-Meisterschaft. Mit der 2. Mannschaft stieg der PSV Duisburg 1984 in die zweithöchste NRW-Liga auf. Die Abteilung gehörte in den folgenden Jahren zu den größten Schachvereinen der Bundesrepublik. Insbesondere die Nachwuchsförderung hatte in dieser Zeit besondere Bedeutung. So spielte 1986 auch der spätere Schachgroßmeister Christopher Lutz für den Verein.
Im Jahr 1991 gelang der 1. Schach-Mannschaft der Gruppensieg in der NRW-Liga. In der Folge musste sich der Verein in eine Qualifikation für die Zweite Bundesliga begeben. Der Aufstieg in die 2. Bundesliga gelang schließlich 1995. Bereits ein Jahr später stieg der PSV Duisburg in die 1. Bundesliga im Schach auf. In der Saison 1999/2000 musste der Verein die 1. Bundesliga wieder verlassen.

## Polizeisportfeste
Eine besondere Bedeutung für das gesellschaftliche Leben in Duisburg hatten die vom PSV Duisburg veranstalteten Polizeisportfeste. Insbesondere in den 1950er und 1960er entwickelten sie „Volksfestcharakter“. Sie dienten als Leistungsschau und waren zugleich nützlich für die Öffentlichkeitsarbeit. Im Jahr 1950 wurden zwei Sportfeste in Duisburg und Hamborn abgehalten. Die durch Kriegseinwirkung zerstörten Brücken machten ein ungehindertes Passieren zwischen den beiden Stadtteilen unmöglich. 
Im Jahr 1952 wurden die beiden Sportfeste, die von einer Musikschau flankiert waren, von 20.000 Menschen in Duisburg und 10.000 Menschen in Hamborn besucht. Im Jahr 1960 wurde aus Anlass des 40-jährigen Jubiläums eine Polizeisportwoche organisiert. Diese erlebte ihren Höhepunkt mit einem Sportfest im Stadion an der Wedau. Hieran beteiligten sich auch mehrere Hubschrauber des Bundesgrenzschutzes sowie die Reiterstaffel des Vereins.

## Bedeutende Sportler (Auswahl)

### Boxen
- Willi Mahlberg (1938–2018), Boxer, deutscher Meister im Mittelgewicht

### Fechter
- Henrik Barby (* 2007), Florettfechter

### Schach
| - Emanuel Berg - Alexander Chalifman - Wjatscheslaw Ejnhorn - Peter Enders - Lutz Espig - Jürgen Fleck - Hans-Ulrich Grünberg - Curt Hansen - Julian Hodgson - Wladimir Jepischin - Ludger Keitlinghaus | - Vasilios Kotronias - Kostjantyn Lerner - Burkhard Malich - Gilles Mirallès - Stefan Mohr - Vladislav Nevednichy - John Nunn - Thomas Pähtz - Gyula Sax - Wolfgang Unzicker - Arno Zude |